# Matruda
Matruda (die Verstoßene, arabisch مطرودة, DMG Maṭrūda) ist nach islamischem Volksglauben die erste Frau Adams und Mutter der Satane. Da sie Adam keine Kinder gebar und ihm gegenüber widerspenstig wurde, hat Adam sie verstoßen. Als Racheakt wandte sie sich an Iblis, der ebenfalls verstoßen wurde, um ihn sich zu ihrem neuen Ehemann zu machen und mit ihm die Satane zu zeugen.  Im Koran wird Matruda hingegen nicht erwähnt. Sie konnte stattdessen durch Feldforschungen in Syrien belegt werden. Matruda weist zudem Parallelen zu Lilith auf. Lilith gilt in der jüdischen Mystik als die verstoßene Frau Adams, die zur Gefährtin Samaels wurde.